# Grand Prix Koreje 2010
Grand Prix Koreje 2010 (I Korean Grand Prix), 17. závod 61. ročníku mistrovství světa jezdců Formule 1 a 52. ročníku poháru konstruktérů, historicky již 837. grand prix, která odehrála na okruhu Korean International Circuit.

## Výsledky

### Kvalifikace
| Pořadí | Číslo | Jezdec             | Konstruktér          | 1. část  | 2. část  | 3. část  | Start |
| ------ | ----- | ------------------ | -------------------- | -------- | -------- | -------- | ----- |
| 1      | 5     | Sebastian Vettel   | Red Bull-Renault     | 1:37.123 | 1:36.074 | 1:35.585 | 1     |
| 2      | 6     | Mark Webber        | Red Bull-Renault     | 1:37.373 | 1:36.039 | 1:35.659 | 2     |
| 3      | 8     | Fernando Alonso    | Ferrari              | 1:37.144 | 1:36.287 | 1:35.766 | 3     |
| 4      | 2     | Lewis Hamilton     | McLaren-Mercedes     | 1:37.113 | 1:36.197 | 1:36.062 | 4     |
| 5      | 4     | Nico Rosberg       | Mercedes             | 1:37.708 | 1:36.791 | 1:36.535 | 5     |
| 6      | 7     | Felipe Massa       | Ferrari              | 1:37.515 | 1:36.169 | 1:36.571 | 6     |
| 7      | 1     | Jenson Button      | McLaren-Mercedes     | 1:38.123 | 1:37.064 | 1:36.731 | 7     |
| 8      | 11    | Robert Kubica      | Renault              | 1:37.703 | 1:37.179 | 1:36.824 | 8     |
| 9      | 3     | Michael Schumacher | Mercedes             | 1:37.980 | 1:37.077 | 1:36.950 | 9     |
| 10     | 9     | Rubens Barrichello | Williams-Cosworth    | 1:38.257 | 1:37.511 | 1:36.998 | 10    |
| 11     | 10    | Nico Hülkenberg    | Williams-Cosworth    | 1:38.115 | 1:37.620 |          | 11    |
| 12     | 23    | Kamui Kobajaši     | BMW Sauber-Ferrari   | 1:38.429 | 1:37.643 |          | 12    |
| 13     | 22    | Nick Heidfeld      | BMW Sauber-Ferrari   | 1:38.171 | 1:37.715 |          | 13    |
| 14     | 14    | Adrian Sutil       | Force India-Mercedes | 1:38.572 | 1:37.783 |          | 14    |
| 15     | 12    | Vitalij Petrov     | Renault              | 1:38.174 | 1:37.799 |          | 20    |
| 16     | 17    | Jaime Alguersuari  | Toro Rosso-Ferrari   | 1:38.583 | 1:37.853 |          | 15    |
| 17     | 16    | Sébastien Buemi    | Toro Rosso-Ferrari   | 1:38.621 | 1:38.594 |          | 16    |
| 18     | 15    | Vitantonio Liuzzi  | Force India-Mercedes | 1:38.955 |          |          | 17    |
| 19     | 18    | Jarno Trulli       | Lotus-Cosworth       | 1:40.521 |          |          | 18    |
| 20     | 24    | Timo Glock         | Virgin-Cosworth      | 1:40.748 |          |          | 19    |
| 21     | 19    | Heikki Kovalainen  | Lotus-Cosworth       | 1:41.768 |          |          | 21    |
| 22     | 25    | Lucas di Grassi    | Virgin-Cosworth      | 1:42.325 |          |          | 22    |
| 23     | 20    | Sakon Jamamoto     | HRT-Cosworth         | 1:42.444 |          |          | 23    |
| 24     | 21    | Bruno Senna        | HRT-Cosworth         | 1:43.283 |          |          | 24    |

### Závod
| Pořadí | Číslo | Jezdec             | Tým                  | Kola | Čas/odstoupení | Start | Body |
| ------ | ----- | ------------------ | -------------------- | ---- | -------------- | ----- | ---- |
| 1      | 8     | Fernando Alonso    | Ferrari              | 55   | 2:48:20.810    | 3     | 25   |
| 2      | 2     | Lewis Hamilton     | McLaren-Mercedes     | 55   | +14.999        | 4     | 18   |
| 3      | 7     | Felipe Massa       | Ferrari              | 55   | +30.868        | 6     | 15   |
| 4      | 3     | Michael Schumacher | Mercedes             | 55   | +39.688        | 9     | 12   |
| 5      | 11    | Robert Kubica      | Renault              | 55   | +47.734        | 8     | 10   |
| 6      | 15    | Vitantonio Liuzzi  | Force India-Mercedes | 55   | +53.571        | 17    | 8    |
| 7      | 9     | Rubens Barrichello | Williams-Cosworth    | 55   | +1:09.257      | 10    | 6    |
| 8      | 23    | Kamui Kobajaši     | BMW Sauber-Ferrari   | 55   | +1:17.889      | 12    | 4    |
| 9      | 22    | Nick Heidfeld      | BMW Sauber-Ferrari   | 55   | +1:20.107      | 13    | 2    |
| 10     | 10    | Nico Hülkenberg    | Williams-Cosworth    | 55   | +1:20.851      | 11    | 1    |
| 11     | 17    | Jaime Alguersuari  | Toro Rosso-Ferrari   | 55   | +1:24.146      | 15    |      |
| 12     | 1     | Jenson Button      | McLaren-Mercedes     | 55   | +1:29.939      | 7     |      |
| 13     | 19    | Heikki Kovalainen  | Lotus-Cosworth       | 54   | +1 kolo        | 21    |      |
| 14     | 21    | Bruno Senna        | HRT-Cosworth         | 53   | +2 kola        | 24    |      |
| 15     | 20    | Sakon Jamamoto     | HRT-Cosworth         | 53   | +2 kola        | 23    |      |
| Ret    | 14    | Adrian Sutil       | Force India-Mercedes | 46   | Kolize         | 14    |      |
| Ret    | 5     | Sebastian Vettel   | Red Bull-Renault     | 45   | Motor          | 1     |      |
| Ret    | 12    | Vitalij Petrov     | Renault              | 39   | Nehoda         | 20    |      |
| Ret    | 24    | Timo Glock         | Virgin-Cosworth      | 31   | Kolize         | 19    |      |
| Ret    | 16    | Sébastien Buemi    | Toro Rosso-Ferrari   | 30   | Kolize         | 16    |      |
| Ret    | 25    | Lucas di Grassi    | Virgin-Cosworth      | 25   | Nehoda         | 22    |      |
| Ret    | 18    | Jarno Trulli       | Lotus-Cosworth       | 25   | Hydraulika     | 18    |      |
| Ret    | 6     | Mark Webber        | Red Bull-Renault     | 18   | Nehoda         | 2     |      |
| Ret    | 4     | Nico Rosberg       | Mercedes             | 18   | Kolize         | 5     |      |

## Průběžné pořadí šampionátu
Pohár jezdců
| Pořadí | Jezdec           | Body |
| ------ | ---------------- | ---- |
| 1      | Fernando Alonso  | 231  |
| 2      | Mark Webber      | 220  |
| 3      | Lewis Hamilton   | 210  |
| 4      | Sebastian Vettel | 206  |
| 5      | Jenson Button    | 189  |

Pohár konstruktérů
| Pořadí | Tým              | Body |
| ------ | ---------------- | ---- |
| 1      | Red Bull-Renault | 426  |
| 2      | McLaren-Mercedes | 399  |
| 3      | Ferrari          | 374  |
| 4      | Mercedes         | 188  |
| 5      | Renault          | 143  |